# Comuna Iasnopillea, Berezivka
Iasnopillea (în ucraineană Яснопілля) este o comună în raionul Berezivka, regiunea Odesa, Ucraina, formată din satele Iasnopillea (reședința), Kudreavka, Novohrîhorivka și Suha Verba.

## Demografie
Componența lingvistică a comunei Iasnopillea
     Ucraineană (82,78%)
     Rusă (14,19%)
     Română (1,24%)
Conform recensământului din 2001, majoritatea populației comunei Iasnopillea era vorbitoare de ucraineană (82,78%), existând în minoritate și vorbitori de rusă (14,19%) și română (1,24%).